# Hřbety
Hřbety (historyczna nazwa niem. Haufs Berg) – szczyt (góra) o wysokości 1058 m n.p.m. (podawana jest też wysokość 1058,0 m n.p.m.  ) w paśmie górskim Wysokiego Jesionika (cz. Hrubý Jeseník), w północno-wschodnich Czechach, w Sudetach Wschodnich, na Morawach, w obrębie gminy Loučná nad Desnou, oddalony o około 5 km na północny zachód od szczytu góry Pradziad (cz. Praděd). Rozległość góry (powierzchnia stoków) szacowana jest na około 1,8 km², a średnie nachylenie wszystkich stoków wynosi około 21°.

## Charakterystyka

### Lokalizacja
Góra Hřbety położona jest nieco na północny zachód od centrum pasma Wysokiego Jesionika, leżąca w części Wysokiego Jesionika, w północnym obszarze (mikroregionu) o nazwie Masyw Pradziada (cz. Pradědská hornatina), na bocznej gałęzi grzbietu głównego (grzebieniu) góry Pradziad, ciągnącego się od przełęczy Červenohorské sedlo do przełęczy Skřítek, blisko osady Kouty nad Desnou i biegnącej drogi nr 44 Jesionik (cz. Jeseník) – Šumperk. Masyw góry ma lekko pofałdowany grzbiet, ciągnący się na kierunku wschód – zachód. Jest łatwo rozpoznawalna, dzięki charakterystycznemu usytuowaniu, w trójce górujących szczytów: Hřbety–JZ, Hřbety i Nad Petrovkou, mających tę samą niemal wysokość, przypominających kształtem trzy kolejne „garby”, położona blisko doliny rzeki Divoká Desná. Trójgarb jest dobrze widoczny z okalających ich gór, a ponadto m.in. z drogi przy dolinie rzeki Divoká Desná czy osady Kouty nad Desnou. Jest szczytem słabo widocznym m.in. z drogi okalającej połać szczytową góry Pradziad (szczyt ledwie widoczny poniżej linii patrzenia na szczyt Suchá hora), a z innego charakterystycznego punktu widokowego – z drogi okalającej szczyt góry Dlouhé stráně jest dobrze widoczny poniżej linii patrzenia na przełęcz Hřebenová, pomiędzy górującymi szczytami Velký Klínovec i Velký Klín.
Górę ograniczają: od południa i południowego zachodu dolina rzeki Divoká Desná, od północnego zachodu i północy dolina nienazwanego potoku będącego dopływem rzeki Divoká Desná oraz od północnego wschodu przełęcz o wysokości 1014 m n.p.m. w kierunku szczytu Nad Petrovkou. W otoczeniu góry znajdują się następujące szczyty: od północy Velký Klínovec, od północnego wschodu Výrovka i Nad Petrovkou, od południowego wschodu Medvědí hřbet, od południa Tupý vrch, od południowego zachodu Rysí skála, Medvědí hora i Skály (2) oraz od północnego zachodu Suchá hora, Šindelná hora–JZ, Šindelná hora, Skalky u Červenohorského sedla i Skalky u Červenohorského sedla–JZ.

### Stoki

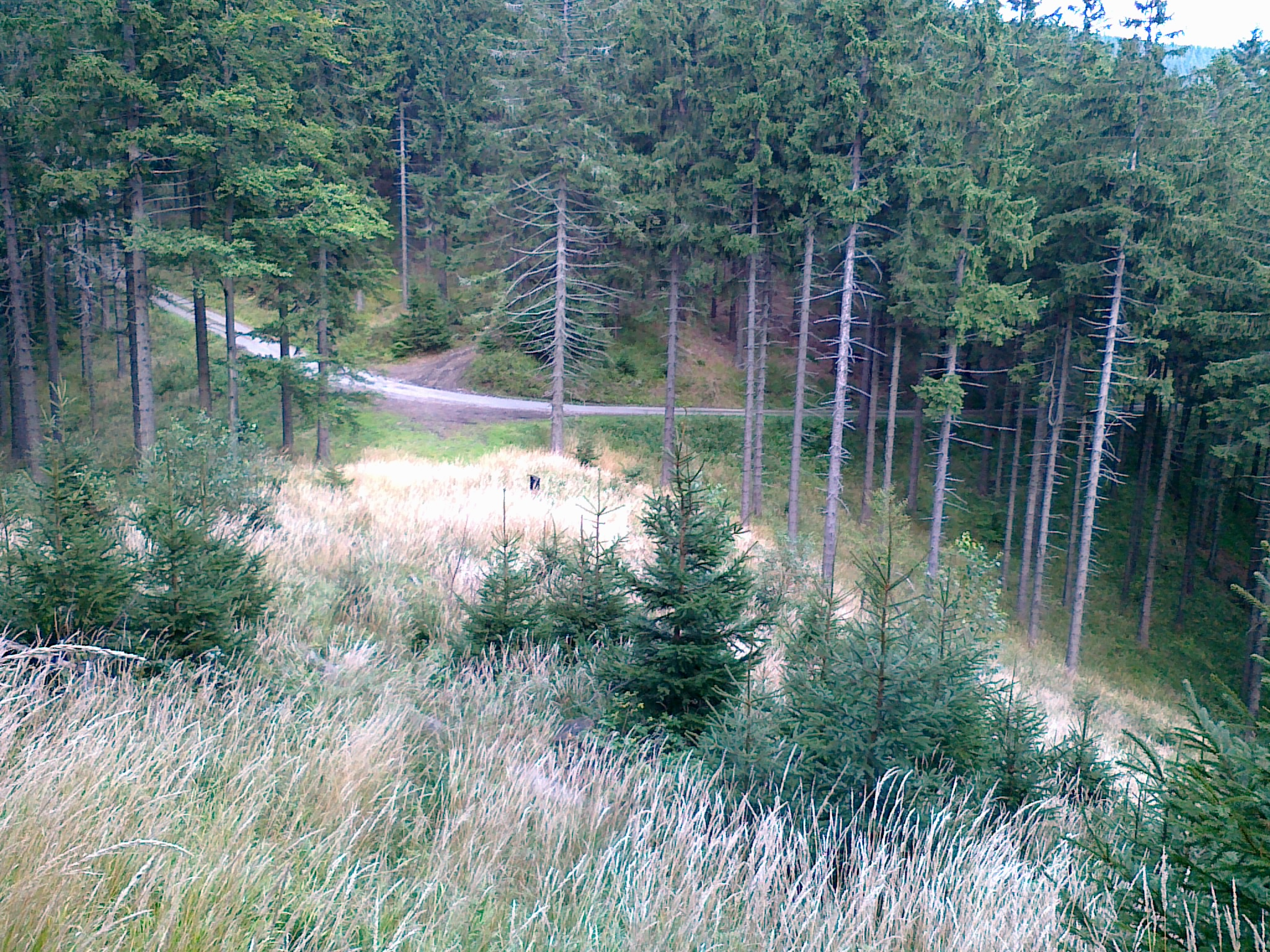
Widok ze stoku góry Hřbety na przełęcz pomiędzy szczytami Nad Petrovkou i Hřbety (2014 rok)

W obrębie góry można wyróżnić pięć następujących zasadniczych stoków:
- północno-wschodni,
- południowy,
- południowo-zachodni,
- zachodni,
- północno-zachodni.

Występują tu wszystkie typy zalesienia: bór świerkowy, las mieszany oraz las liściasty, przy czym zdecydowanie dominuje zalesienie borem świerkowym. Na niemalże wszystkich stokach – oprócz stoku północno-wschodniego – poza borem świerkowym wraz z obniżaniem wysokości występują obszary pokryte gęstym lasem mieszanym, a nawet pojawiają się obszary pokryte lasem liściastym. Na stokach południowym i południowo-zachodnim występują pasmowe przecinki i nieznaczne ogołocenia, a na niemalże wszystkich stokach również niewielkie polany. Ponadto u podnóża stoku południowo-zachodniego i zachodniego poprowadzono znaczną przecinkę o szerokości około 40 m na napowietrzną linię przesyłową prądu o napięciu 400 kV z elektrowni szczytowo-pompowej Dlouhé Stráně (cz. Přečerpávací vodní elektrárna Dlouhé Stráně). Na stoku wzdłuż grzbietu góry, szczególnie w partiach szczytowych występują liczne grupy skalne, ponadto na stoku zachodnim położona jest charakterystyczna grupa skalna o nazwie (cz. Sokolka), a na stoku północno-zachodnim występuje pojedyncze większe skalisko.
Stoki mają stosunkowo jednolite, miejscami strome i zróżnicowane nachylenia. Średnie nachylenie stoków waha się bowiem od 13° (stok północno-wschodni) do 31° (stok południowy). Średnie nachylenie wszystkich stoków góry (średnia ważona nachyleń stoków) wynosi około 21°. Maksymalne średnie nachylenie u podnóża stoku południowego na wysokościach około 725 m n.p.m. w pobliżu doliny rzeki Divoká Desná na odcinku 50 m nie przekracza 45°. Przez stoki góry na odcinku osada Kouty nad Desnou – skrzyżowanie turystyczne Petrovka przebiega asfaltowa droga, na której wytyczono zielony szlak rowerowy  oraz inna asfaltowa droga u podnóża góry, przy dolinie rzeki Divoká Desná. Ponadto przez stoki, poza wytyczonymi szlakami turystycznymi, biegną nieliczne na ogół nieoznakowane ścieżki. Przemierzając te ścieżki zaleca się korzystanie ze szczegółowych map, z uwagi na zawiłości ich przebiegu, zalesienie oraz zorientowanie w terenie.

#### Sokolka
Na stoku zachodnim drugorzędnego szczytu Hřbety–JZ, na wysokościach pomiędzy (650–758) m n.p.m. znajduje się na długości około 300 m grupa skalna o nazwie (cz. Sokolka lub Sokolí skála) w pobliżu środkowej pętlicy asfaltowej drogi na zielonym szlaku rowerowym . Zbudowana jest głównie z granitu i łupków metamorficznych oraz kwarcytów. Podzielona jest na ściany, talerze i nawisy. Najwyższa ściana mierzy około 30 m wysokości. W związku z tym jest ona miejscem do uprawiania wspinaczki skałkowej. Wytyczono na niej kilkadziesiąt tras przejściowych oznaczonych strzałkami oraz liczbą, na których umocowano pierścienie, nity i haki.
Dojście do niej następuje z zielonego szlaku rowerowego . Ze szczytowego skaliska rozpościerają się perspektywy w kierunku okolicznych szczytów: Tupý vrch, Medvědí hora i Dlouhé stráně. Warto dodać, że 24 sierpnia 2007 roku, wieczorem podczas wspinaczki na ścianie grupy skalnej Sokolka wydarzył się tragiczny wypadek. Pomimo przybycia służby Górskiego Pogotowia Ratunkowego, 28-letni czeski wspinacz Radek Vysloužil zginął na miejscu spadając z kilkunastometrowej ściany i doznanych w wyniku tego obrażeń. W związku z tym zdarzeniem, na skalisku wmurowano tablicę-epitafium jemu poświęconą.

### Szczyt główny

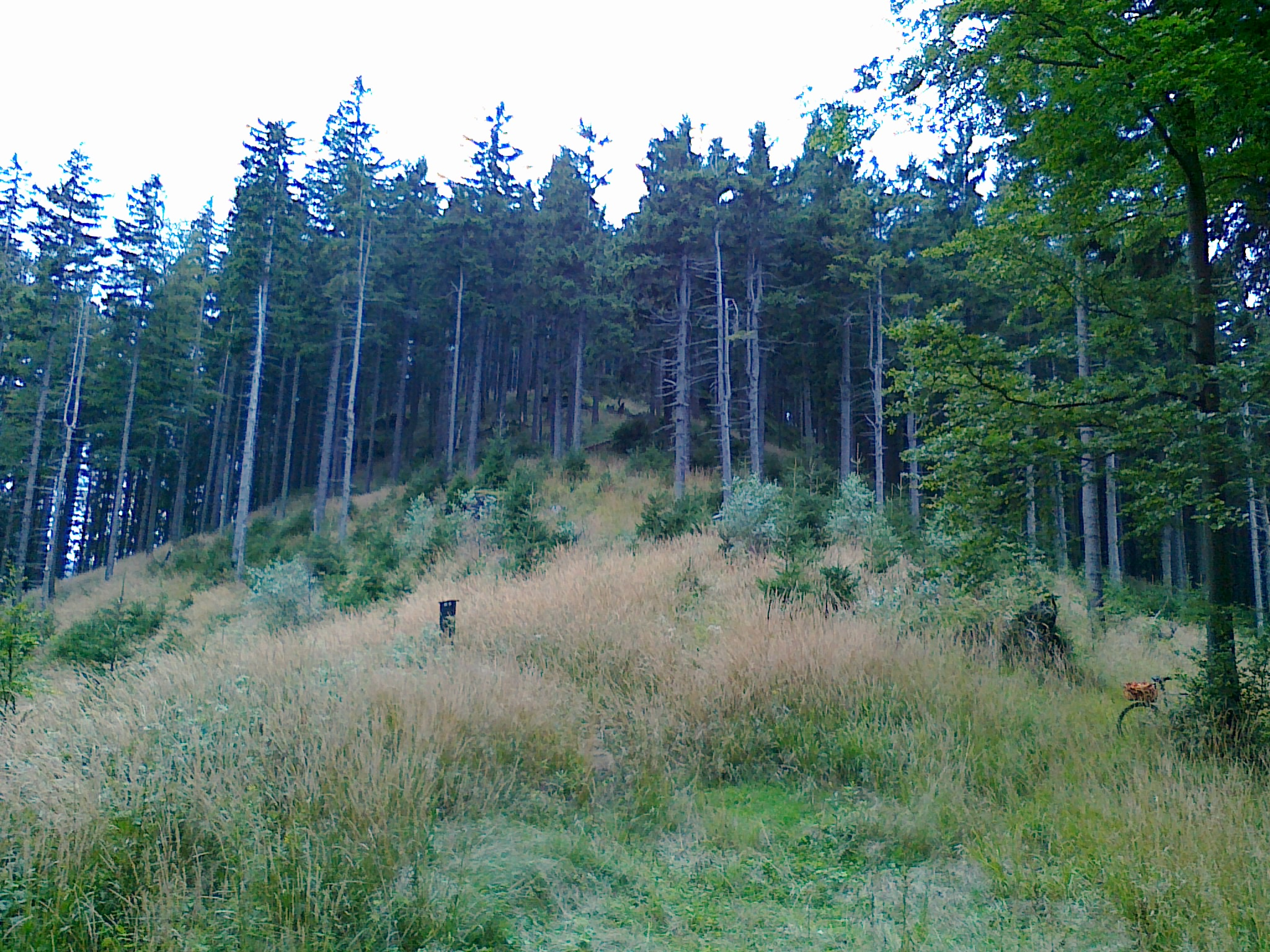
Widok z przełęczy pomiędzy szczytami Hřbety i Nad Petrovkou na szczyt góry Hřbety (2014 rok)

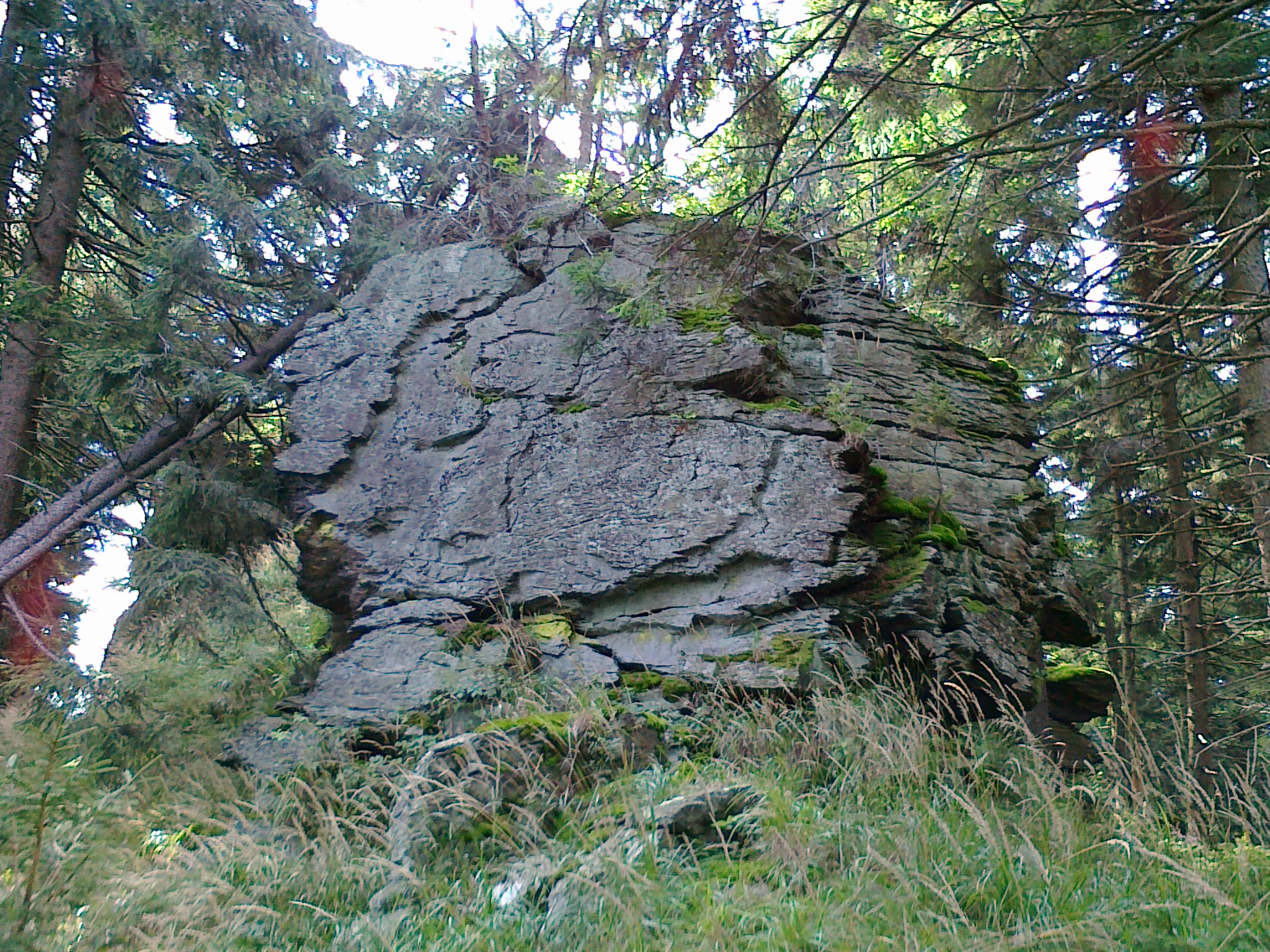
Widok na szczytowe skalisko góry Hřbety (2014 rok)

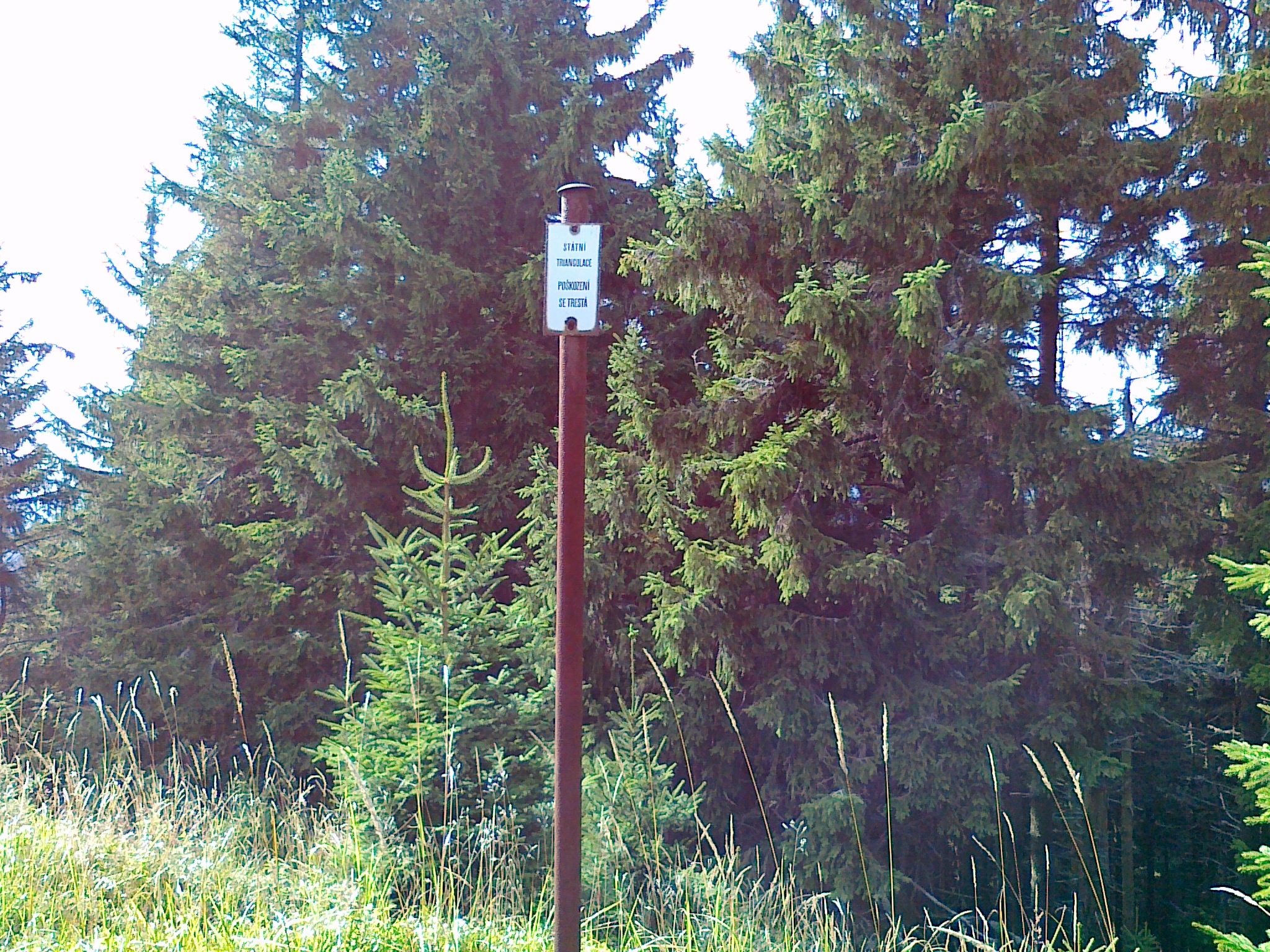
Punkt geodezyjny na skalisku szczytowym góry Hřbety (2014 rok)

Na szczyt nie prowadzi żaden znakowany szlak turystyczny. Szczyt znajduje się na grupie skalnej o poziomych wymiarach około 115 × 40 m, na której położone jest skalisko szczytowe, znajdujące się w zalesieniu borem świerkowym, pokryte trawą wysokogórską, będące ograniczonym punktem widokowym, z którego rozpościerają się perspektywy, m.in. w kierunku południowo-zachodnim i znajdujących się tam szczytów Kamenec (1) i Medvědí hora. Na skalisku tym znajduje się punkt geodezyjny , oznaczony na mapach geodezyjnych numerem (15.), o wysokości 1058,04 m n.p.m. oraz współrzędnych geograficznych (50°06′07,33″N 17°10′02,96″E/50,102036 17,167489), usytuowany niemal na szczycie, z widocznym koło niego zamontowanym stalowym słupkiem, ostrzegającym przed jego zniszczeniem z tabliczką, z napisem (cz. Státní triangulace Poškození se trestá). Państwowy urząd geodezyjny o nazwie (cz. Český úřad zeměměřický a katastrální (CÚZK)) w Pradze podaje jako najwyższy punkt góry – szczyt – o wysokości 1057,9 m n.p.m. i współrzędnych geograficznych (50°06′07,3″N 17°10′03,0″E/50,102028 17,167500).
Dojście do szczytu następuje z przełęczy pomiędzy szczytami Hřbety i Nad Petrovkou, przez którą przebiega zielony szlak rowerowy . Z przełęczy tej należy przejść stokiem północno-wschodnim góry odcinek o długości około 170 m, dochodząc orientacyjnie do skaliska szczytowego. Przy wejściu na to skalisko należy zachować szczególną ostrożność z uwagi na nachylenie jego stoków, które są urwiskami.

### Szczyt drugorzędny

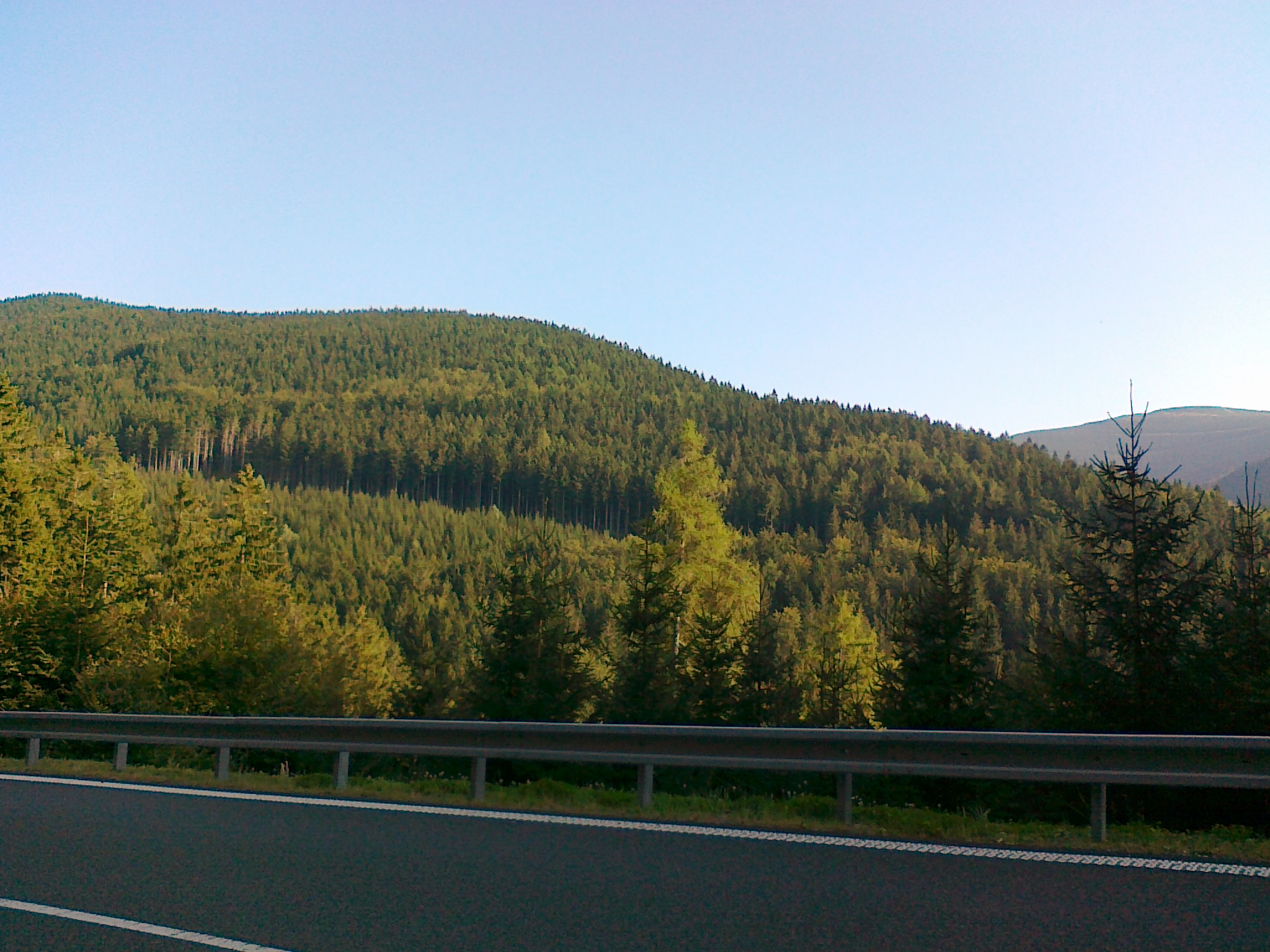
Widok z drogi nr na drugorzędny szczyt Hřbety–JZ (2020 rok)

Hřbety są górą o podwójnym szczycie. W odległości około 500 m na południowy zachód od szczytu głównego znajduje się drugorzędny szczyt określony jako Hřbety–JZ o wysokości 980 m n.p.m.  i współrzędnych geograficznych (50°06′03,1″N 17°09′38,2″E/50,100861 17,160611), będący skaliskiem. Znajduje się on wśród zalesienia boru świerkowego i nie jest on punktem widokowym, nie umieszczono na nim również punktu geodezyjnego . Oba szczyty rozdziela przełęcz o wysokości 974 m n.p.m.

### Geologia
Pod względem geologicznym część stoków góry Hřbety należy do jednostki określanej jako warstwy vrbneńskie, a część do jednostki określanej jako kopuła Desny i zbudowana jest ze skał metamorficznych, głównie: gnejsów (plagioklazów), fyllitów, fyllonitów (biotytów, chlorytów i muskowitów), migmatytów, amfibolitów, kwarcytów, stromatytów, łupków zieleńcowych oraz domieszek nielicznych innych cennych minerałów jak np. granatów.

### Wody
Grzbiet główny (grzebień) góry Pradziad, biegnący od przełęczy Skřítek do przełęczy Červenohorské sedlo oraz dalej do przełęczy Ramzovskiej (cz. Ramzovské sedlo) jest częścią granicy Wielkiego Europejskiego Działu Wodnego, dzielącej zlewiska Morza Bałtyckiego i Morza Czarnego .
Szczyt wraz ze stokami położony jest na południowy zachód od tej granicy, należy więc do zlewni Morza Czarnego, do którego płyną wody m.in. z dorzecza Dunaju, będącego przedłużeniem płynących z tej części Wysokiego Jesionika rzek i górskich potoków (m.in. płynącej w pobliżu góry rzeki Divoká Desná i płynących potoków, będących jej dopływami. Ze stoku północno-zachodniego bierze swój początek krótki, nienazwany potok, będący dopływem wspomnianej wcześniej rzeki Divoká Desná. W obrębie góry nie występują m.in. wodospady czy kaskady.

## Ochrona przyrody
Szczyt ze stokami znajduje się w obrębie wydzielonego obszaru objętego ochroną o nazwie Obszar Chronionego Krajobrazu Jesioniki (cz. Chráněná krajinná oblast (CHKO) Jeseníky), a utworzonego w celu ochrony utworów skalnych, ziemnych i roślinnych oraz rzadkich gatunków zwierząt. Na stokach nie utworzono żadnych rezerwatów przyrody lub innych obiektów nazwanych pomnikami przyrody. Ponadto na jej obszarze nie wytyczono żadnych ścieżek dydaktycznych.

## Turystyka
W obrębie szczytu i stoków nie ma żadnego schroniska turystycznego lub hotelu górskiego. Góra położona jest blisko osady Kouty nad Desnou z bazą hoteli i pensjonatów. U podnóża stoku zachodniego, przy asfaltowej drodze prowadzącej na skrzyżowanie turystyczne Petrovka, blisko drogi nr 44, w odległości około 1,8 km na zachód od szczytu znajduje się pensjonat U Pelikána. Do bazy turystycznej z hotelem Červenohorské Sedlo i pensjonatami, położonymi na przełęczy Červenohorské sedlo jest od szczytu około 2,8 km w kierunku północno-zachodnim. Ponadto szczyt góry Hřbety znajduje się w odległości około 3,3 km zachód od najstarszego schroniska turystycznego w Wysokim Jesioniku o nazwie Švýcárna, położonego na stoku góry Malý Děd. Do bazy turystycznej w okolicy góry Pradziad jest od szczytu około 5 km w kierunku południowo-wschodnim. Znajdują się tam następujące hotele górskie i schroniska turystyczne:
- na wieży Pradziad: hotel Praděd[24] oraz na stoku góry Pradziad hotele górskie: Kurzovní chata[25] i schronisko Barborka[26],
- na stoku góry Petrovy kameny hotele górskie: Ovčárna i Figura[27] oraz schronisko Sabinka[28].

Kluczowym punktem turystycznym jest oddalone o około 2,2 km na zachód od szczytu, znajdujące się przy drodze nr 44 skrzyżowanie turystyczne o nazwie (cz. Kouty N. D. (most, bus)) z podaną na tablicy informacyjnej wysokością 606 m, przez które przechodzą szlaki turystyczne, szlaki rowerowe oraz trasa narciarstwa biegowego. Ponadto przy skrzyżowaniu tym znajduje się przystanek autobusowy z połączeniem do miejscowości Jesionik (cz. Jeseník), Šumperk i Brno.

### Szlaki turystyczne
Klub Czeskich Turystów (cz. Klub Českých Turistů) wytyczył w obrębie góry dwa szlaki turystyczne na trasach:
 Kouty nad Desnou – góra Hřbety – góra Nad Petrovkou – Kamzík – góra Velký Jezerník – przełęcz Sedlo Velký Jezerník – schronisko Švýcárna – góra Pradziad – przełęcz U Barborky – góra Petrovy kameny – Ovčárna – Karlova Studánka;
 Kouty nad Desnou – dolina rzeki Divoká Desná – U Kamenné chaty – narodowy rezerwat przyrody Praděd – Velký Děd – szczyt Pradziad.

### Szlaki rowerowe i trasy narciarskie
W obrębie góry wyznaczono dwa szlaki rowerowe na trasach:
 Přemyslov – góra Černá stráň – dolina potoku Hučivá Desná – góra Červená hora – góra Šindelná hora – Suchá hora – Kouty nad Desnou – góra Hřbety – góra Nad Petrovkou – Petrovka;
 Loučná nad Desnou – góra Seč – góra Čepel – góra Mravenečník – Medvědí hora – Kamenec (1) – góra Dlouhé stráně – góra Velká Jezerná – dolina rzeki Divoká Desná – Kouty nad Desnou – góra Černá stráň – przełęcz Přemyslovské sedlo – góra Tři kameny – góra Ucháč – góra Jelení skok – góra Loveč – góra Lískovec – Loučná nad Desnou.
Droga biegnąca przy dolinie rzeki Divoká Desná, która częściowo przebiega u podnóża stoków południowo-zachodniego i południowego góry Hřbety jest podjazdem na górę Dlouhé stráně, chętnie pokonywanym m.in. przez rowerzystów, z której rozpościerają się malownicze krajobrazy na sąsiednie góry:
 Kouty nad Desnou – górna droga Dlouhé stráně (długość całej trasy: 14,1 km; różnica wysokości: 739 m; średnie nachylenie podjazdu: 5,2%)
W okresach ośnieżenia wzdłuż zielonego szlaku rowerowego , przebiega stokiem góry trasa narciarstwa biegowego. W obrębie góry nie poprowadzono żadnej trasy narciarstwa zjazdowego.